# ديفيد ولز
ديفيد ولز (بالإنجليزية: David Wells)‏ هو سياسي كندي، ولد في 28 فبراير 1962. حزبياً، نشط في حزب المحافظين الكندي. وقد انتخب عضو مجلس الشيوخ الكندي.